# Grabowskia obtusa
Grabowskia obtusa är en potatisväxtart som beskrevs av George Arnott Walker Arnott. Grabowskia obtusa ingår i släktet Grabowskia och familjen potatisväxter. Inga underarter finns listade i Catalogue of Life.